# Пиленай
Пиленай — замок в средневековой Литве, хорошо известен в истории Литвы в связи с героической обороной замка.

## Оборона города Пиленай
Историческая оборона, во главе с князем Маргирисом, состоялась 25 февраля 1336 года, когда замок был осаждён армией Тевтонского ордена. Командовал крестоносцами великий магистр Дитрих фон Альтенбург. Его целью было уничтожение важного опорного пункта Жемайтии, находившегося прямо на границе с Пруссией.
Когда жители Пиленай и его окрестностей поняли, что будет невозможно защитить себя от гораздо большего по силе врага, они приняли решение совершить массовое самоубийство, а также сжечь замок, уничтожив всё своё имущество, чтобы ничего ценного не досталось врагу. Они предпочли умереть, нежели быть покорёнными и порабощёнными Тевтонским орденом. Сначала жители сожгли своё имущество, подожгли замок, а затем мужчины, женщины и дети покончили жизнь самоубийством. Как рассказывают ливонские хроники, сначала старуха-жрица зарубила топором более сотни защитников крепости — мужчин, женщин, детей. Затем, когда окончательно стало ясно, что замок не выстоит, князь Маргирис лично разрубил надвое мечом собственную жену, а затем убил и остальных защитников крепости.
По данным орденского хрониста Виганда Марбургского, в замке было более 4000 человек.

## Местонахождение
Точное местоположение Пиленай долгое время оставалось неизвестным. Разными историками и археологами выдвигалось много гипотез относительно местоположения легендарного замка. В 2016 году группа археологов с большой долей вероятности установила, что замок находился на Билёняйском кургане в Шилальском районе Жемайтии.

## Культурное значение
Героическая оборона крепости стала своего рода символом сопротивления. В 1855 году поэт Владислав Сырокомля посвятил событию поэму «Маргер». Композитор Витаутас Клова в 1955 году написал об этом событии оперу «Пиленай», премьера которой состоялась в 1956 году.
В 2002 году было предложено создать государственную награду имени герцога Маргириса за защиту независимости Литвы с упором на преданность и жертвенность. Она предназначалась для участников вооруженного и невооруженного сопротивления во время советской и нацистской оккупации в 1940–1990 годах.